# باشگاه فوتبال سنت نئوتز تاون
باشگاه فوتبال سنت نئوتز تاون (به انگلیسی: St Neots Town Football Club) یک باشگاه فوتبال در شهر سنت نئوتز، کشور انگلستان است که در سال ۱۸۷۹ میلادی تأسیس شده‌است.